# Podolí (kraj ołomuniecki)
Podolí – gmina w Czechach w powiecie Przerów w kraju ołomunieckim. Według danych z dnia 1 stycznia 2012 liczyła 223 mieszkańców. Obszar gminy katastralnej wynosi 214 ha.
Pierwsza wzmianka o miejscowości pochodzi z roku 1349.
Zobacz też:
- Podolí